# Петниста жаба
Петнистите жаби (Pelodytes punctatus) са вид земноводни от семейство Pelodytidae.
Срещат се в Западна Европа.
Таксонът е описан за пръв път от френския зоолог Франсоа Мари Доден през 1802 година.